# Elecciones parlamentarias de Marruecos de 2002
El 27 de septiembre de 2002 tuvieron lugar elecciones parlamentarias en Marruecos. Participaron en la elección el 51,56% de los votantes registrados.

## Resultados
| Partido                                                                                   | Votos      | %      | Escaños | +/-   |
| ----------------------------------------------------------------------------------------- | ---------- | ------ | ------- | ----- |
| Unión Socialista de Fuerzas Populares (Union Socialiste des Forces Populaires)            | 718.725    | 12.11  | 50      | -7    |
| Partido de la Independencia (Hizb al-Istiqlal/Parti d'Independence)                       | 598.226    | 9.89   | 48      | +16   |
| Partido de la Justicia y del Desarrollo (Parti de la Justice et du Développement)         | 595.439    | 9.84   | 42      | +33   |
| Agrupación Nacional de los Independientes (Rassemblement National des Indépendents)       | 561.514    | 9.28   | 41      | -5    |
| Movimiento Popular (Mouvement Populaire)                                                  | 396.932    | 6.56   | 27      | -13   |
| Movimiento Nacional Popular (Mouvement Nationale Populaire)                               | 312.239    | 5.16   | 18      | -1    |
| Unión Constitucional (Union Constitutionelle)                                             | 310.939    | 5.14   | 16      | -34   |
| Frente de Fuerzas Democráticas (Front des Forces Démocratiques)                           | 296.288    | 4.90   | 12      | +3    |
| Partido Nacional-Demócrata (Parti National-Démocrate)                                     | 275.884    | 4.56   | 12      | +2    |
| Partido del Progreso y el Socialismo (Parti du Progrès et du Socialisme)                  | 275.024    | 4.55   | 11      | +2    |
| Unión Democrática (Union Démocratique)                                                    | 244.558    | 4.04   | 10      | Nuevo |
| Partido Democrático Socialista (Parti Socialiste Démocratique)                            | 179.131    | 2.96   | 6       | +1    |
| Movimiento Democrático y Social (Mouvement Démocratique et Social)                        | 163.546    | 2.70   | 7       | -25   |
| Partido del Acuerdo (Parti Al Ahd)                                                        | 138.186    | 2.28   | 5       | Nuevo |
| Alianza de las Libertades (Alliance des Libertés)                                         | 131.796    | 2.18   | 4       | Nuevo |
| Partido del Congreso Nacional (Parti du Congrès National Ittihadi)                        | 120.330    | 1.99   | 1       | Nuevo |
| Partido de la Reforma y el Desarrollo (Parti de la Réforme et du Développement)           | 110.633    | 1.83   | 3       | Nuevo |
| Fuerzas Ciudadanas (Forces Citoyennes)                                                    | 104.247    | 1.72   | 2       | Nuevo |
| Partido del Medio Ambiente y el Desarrollo (Parti de l'Environnement et du Développement) | 90.609     | 1.50   | 2       | Nuevo |
| Partido Marroquí Liberal (Parti Marocain Libéral)                                         | 82.088     | 1.36   | 3       | Nuevo |
| Partido de la Izquierda Socialista Unificada (Parti de la Gauche Socialiste Unifiée)      | 81.985     | 1.35   | 3       | Nuevo |
| Partido Democrático y de la Independencia (Parti Démocratique et de l'Indépendance)       | 61.258     | 1.01   | 2       | +1    |
| Total                                                                                     | 5 936 370  | 100.00 | 325     |       |
| Registrados                                                                               | 13 884 467 | 51.61  |         |       |
| Votantes                                                                                  | 7 165 206  |        |         |       |
| Nulos                                                                                     | 1 228 836  |        |         |       |